# Американо-китайські відносини
Американо-китайські відносини — дипломатичні, політичні та економічні відносини між США та КНР, одні з найважливіших двосторонніх відносин у світі, а за окремими оцінками — найважливіші двосторонні відносини у світі на сьогоднішній день як відносини наддержави і потенційної наддержави.

## Історія становлення
До «опіумних війн» середини 19 століття Китай був практично закритою країною. Поразка Цінської імперії призвела до відкриття країни і початку вивезення до США дешевої китайської робочої сили. У 1868 році був ратифікований американо-китайський договір Бурлінгейм (переглянутий у 1880 році), який дозволив вільну міграцію між двома країнами. В результаті, тільки між 1870 і 1880 роками з Китаю до США прибуло 138 941 іммігрантів. Китайці, які «не належали» до білої раси, не могли отримувати громадянство США.
Після початку першої світової війни Японія висадила 30-тисячну армію на північ від Циндао, захопила німецькі колоніальні володіння в провінції Шаньдун, розповсюдила свій контроль на всю територію півострова і висунула Китаю «21 вимогу», що загострило політичну ситуацію в Китаї. В цей час США активно підтримали прагнення Юань Шикая стати імператором. Радником з державного права при ньому перебував американський професор Ф. Гудноу. У липні 1915 Гудноу опублікував спеціальний меморандум з питання про державний устрій Китаю, в якому всіляко обґрунтовував переваги монархічного ладу. В цей час американський посол у Китаї Рейнш отримав вказівку визнати монархічний режим у Китаї, як тільки він буде створений.
Після закінчення війни на Тихому океані під час Другої світової війни США зайняли до КПК ворожу позицію і продовжили допомагати Гоміньдану. Після проголошення КНР і втечі чанкайшистів на Тайвань США відправили свій 7-й флот в Тайванську протоку, оголосивши про блокаду китайського узбережжя. Тайвань став великою військовою базою для флоту США, а Гоміньдань отримував від США всебічну підтримку
У 1954 р в Женеві почалися китайсько-американські переговори на рівні консульських представників, які в 1955 були підняті на рівень послів і перенесені в Варшаву, однак в ході 134 зустрічей представників обох країн, що мали місце протягом 14 років з 1954 по 1968 рік, прогресу досягнуто не було. Зближення між країнами відбулось в період перебування при владі в США адміністрації Річарда Ніксона в 1969-1972 роках.
1979 року США встановили дипломатичні відносини з Китайською Народною Республікою, розірвавши відносини з Республікою Китай. Того ж року США прийняли Закон про відносини з Тайванем, в якому зобов'язувалися підтримувати Тайвань у разі зовнішньої загрози.

## Економічна складова
Китай і США є один для одного другими за обсягом торговими партнерами, обсяг товарообігу між ними досяг в 2012 році 500 млрд дол. При цьому дефіцит США в торгівлі з Китаєм досяг в 2012 році небувало високого рівня в 315 млрд дол. Китай є найбільшим власником американського боргу (1,3 трлн доларів в 2016 році).

## Гуманітарна складова
Щорічний людський обмін обох країн сягає 3 млн в'їздів і виїздів, щотижня між двома берегами Тихого океану літають 110 пасажирських авіарейсів, на початок 2011 року 120 тис. китайців навчалося в США, понад 20 тис. американців навчалося в Китаї.
Громадянам США для відвідин Китаю потрібна віза. З листопада 2014 року Китай погодився видавати туристичні візи L, бізнес-візи M, сімейні візи Q2 і короткострокові приватні візи S2 для громадян Сполучених Штатів із терміном дії максимум 10 років; а термін дії візи X1 Long-term Study подовжено до п’яти років. Тривалість перебування становить 60 днів на в’їзд для туристичних віз L та M Business, 90 днів для короткострокових приватних віз S2 та 120 днів для сімейних віз Q2. Заявники на візу можуть насолоджуватися 180-денним терміном перебування під час подання заявки на візу Q2, якщо вони мають «особливі потреби». Плата за заяву на китайську візу становить 140 $ для звичайної обробки (4 робочі дні) і 160 доларів США для прискореної обробки (2-3 робочих дні), тоді як термінова обробка за 1 робочий день становить 170 доларів США і лише на розсуд консульства чи посольства. [121] [122] Консульство Лос-Анджелеса не надає термінові та прискорені послуги.
Відвідувачі Сполучених Штатів Америки перед в'їздом до цієї країни повинні отримати візу в одному з дипломатичних представництв США, крім визначених випадків (див. Візова політика США).

## Проблеми

### Торгова війна
На початку квітня 2018 року торгове представництво США повідомило, що у відповідь на нечесну торгівлю з боку Китаю, крадіжку технологій та інтелектуальної власності, США можуть ввести мита у розмірі 25% на близько 1300 найменувань товарів з Китаю, у тому числі: авіаційну продукцію, техніку, продукцію машинобудування, сталь, ліки, медичне обладнання, печі для виготовлення хлібобулочної продукції, запчастини для автомобілів тощо. У відповідь Китай закликав усіх членів СОТ протистояти торговому протекціонізму США і вирішив об'єднатися з Європою проти США.